# Lawrence Witmer
Lawrence M. Witmer (Rochester, 10 de outubro de 1959) é um paleontólogo norte-americano. 
Professor de anatomia e professor de paleontologia da cadeira Chang Ying-Chien do Departamento de Ciências Biomédicas da Universidade de Ohio, Witmer é autoridade em anatomia dos tecidos moles do crânio em animais extintos, principalmente de dinossauros e pterossauros.
Witmer é o criador do suporte filogenético de animais não-extintos, que incorpora a anatomia comparativa, através de dissecações físicas e digitais de animais existentes para reconstruir um caráter ancestral.
Participou de programas como Jurassic Fight Club, do History Channel, em 2008, na minissérie Clash of the Dinosaurs, do Discovery Channel, em 2009 e Bizarre Dinosaurs, da National Geographic, em 2009, entre outros. É autor do livro The Search for the Origin of Birds (1995).

## Biografia
Witmer nasceu em Rochester, no estado de Nova Iorque, em 1959. Seu interesse por dinossauros começou cedo, por volta dos seis anos, com livros sobre dinossauros e com os passeios que seus pais o levava em museus de história natural.
Ingressou na Universidade Cornell, em Nova Iorque, onde obteve um bacharelado em biologia em 1982. Em 1987, defendeu o mestrado em biologia evolutiva e paleontologia de vertebrados pela Universidade do Kansas. Em 1992, defendeu o doutorado em evolução e anatomia funcional pela Faculdade de Medicina da Universidade Johns Hopkins, em Maryland, onde estudou os tecidos moles na evolução facial de arcosauros.

## Carreira
Em 1998, entrou para o departamento de ciências geológicas da Universidade de Ohio, onde se tornou professor adjunto. Entre 2004 e 2009 foi professor pesquisador. De 2007 até o presente, é professor da cadeira de paleontologia Chang Ying-Chien da instituição. É professor, desde 2005, do Departamento de Ciências Biomédicas da Universide de Ohio, onde teve vários cargos, desde professor assistente a professor associado.